# Campus Bornholm
Campus Bornholm er en undervisningsinstitution med hovedsæde i Rønne på Bornholm. Den blev skabt i juni 2010 som en fusion mellem Bornholms Erhvervsskole, Bornholms Gymnasium og VUC Bornholm.
I juni 2018 flyttede alle uddannelserne under samme tag, når der på Minervavej i Rønne åbner 15.435 m2 nybyggeri og 5.500 m2 ombygning af eksisterende bygninger, tegnet af Cubo Arkitekter. I den forbindelse bliver de tidligere anvendte bygninger rundt om i Rønne solgt. Campus Bornholm bliver det første sted i Danmark, hvor gymnasium, erhvervsuddannelser og voksen-efteruddannelsesområdet samles på ét sted.

## Uddannelser
Udover ungdomsuddannelser og voksen- og efteruddannelser, har Campus Bornholm også en sprogskole.
Erhvervsuddannelser (EUD og EUX)
- Både grundforløb og hovedforløb samt et praktikcenter.

### Gymnasieuddannelser
- Højere forberedelseseksamen (HF 2 årig)
- Handelsgymnasium (HHX)
- Teknisk gymnasium (HTX)
- Alment gymnasium (STX)

### Voksen- og efteruddannelser mv.
- Almen voksenuddannelse (AVU)
- Forberedende voksenundervisning (FVU)
- HF enkeltfag (HFe)
- Arbejdsmarkedsuddannelser (AMU og VEU)
- Ordblindeundervisning (OBU)